# Frente Nacionalista e Integracionista

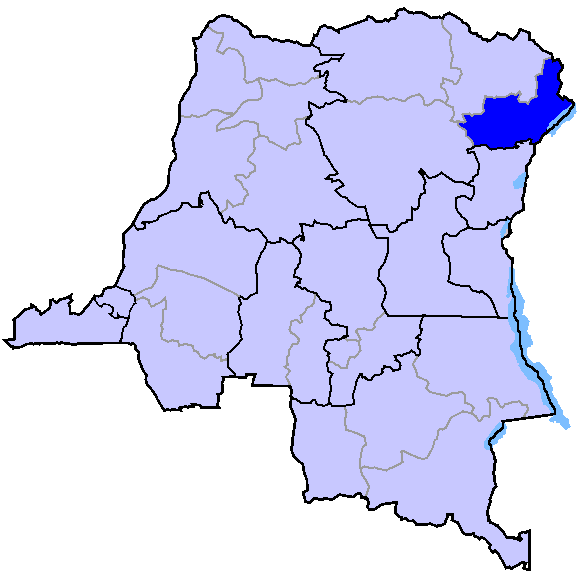
Mapa da região de Ituri na RDC (República Democrática do Congo).

A Frente Nacionalista e Integracionista (em francês: Front des Nationalistes et Intégrationnistes; FNI) é um grupo rebelde Lendu ativo no Conflito de Ituri, em Ituri, na República Democrática do Congo. A FNI tem lutado contra a tribo Hema e é responsabilizada pela emboscada e assassinato de nove soldados da força de paz da MONUSCO, perto da cidade de Kafe em fevereiro de 2005. O líder político FNI Floribert Ndjabu foi detido pelas autoridades congolesas, enquanto o chefe militar Etienne Lona se entregou.

## Ligações com empresas
A BBC afirma que, em 2005, as forças de paz da MONUSCO paquistanesa em Mongbwalu mantiveram uma relação comercial com os líderes da FNI. A BBC afirmou que o soldados paquistaneses trocaram armas por ouro, eventualmente envolvendo oficiais congoleses e mercadores indianos no esquema.
Em 2005 um relatório da Human Rights Watch detalhou conexões entre a FNI e a empresa de mineração AngloGold Ashanti, uma subsidiária da Anglo American Plc.. A AngloGold Ashanti admitiu que seus funcionários tinham pago dinheiro para a FNI em mais de uma ocasião, em troca de acesso a minas de ouro na província de Ituri.

## Ataque a forças de paz
Em maio de 2006, um soldado da força de paz MONUSCO foi morto e sete foram capturados em combates com a FNI. Todos os capacetes azuis da ONU eram do Nepal e envolvidos em operações para desarmar as milícias a 100 km de Bunia, capital de Ituri. Dois dos sete foram liberados em junho e os cinco restantes em meados de julho. Em 17 de julho, o novo líder da FNI, Peter Karim Udaga, anunciou que ele e sessenta de seus combatentes estavam terminando sua batalha com o governo em troca da integração das forças FNI no exército nacional, incluindo um posto de Coronel para Karim.

## Desarmamento
A FNI, o Movimento Revolucionário Congolês e a Frente de Resistência Patriótica de Ituri (FRPI) concordaram com o desarme em 22 de agosto de 2007. No entanto, em 2008, vários residentes em Mongbwalu alegam ter testemunhado milícias FNI sendo reabastecidas por forças de paz da ONU paquistanesas. A transferência de armas foi confirmada por dois líderes da FNI atualmente na prisão, incluindo o Gen. Mateso Ninga.